# 托波利西克
49°7′50″N 37°14′1″E / 49.13056°N 37.23361°E
托波利斯凱（烏克蘭語：Топольське）是位於烏克蘭東部的村莊，由哈爾科夫州伊久姆區的奧斯基爾市鎮負責管轄。該村面積0.49平方公里，海拔高度169米，2001年人口211，人口密度每平方公里435.1人。